# 四角三棱角箱魨
四角三棱角箱魨為輻鰭魚綱魨形目鱗魨亞目箱魨科的其中一種，為熱帶海水魚，分布於西大西洋區，從美國麻州至巴西東南方海域，棲息深度可達80公尺，在頭部與身體上的深色斑紋;頰上有平行的條紋，成對的突出棘在眼睛前面及胸部後下方，覆蓋著六角形骨板，體長可達55公分，棲息於水質清澈的海草床，以珊瑚、海綿、甲殼類、海葵等為食，生活習性不明，可作為食用魚及觀賞魚，有雪卡魚毒的紀錄。

## 扩展阅读
維基物種上的相關：四角三棱角箱魨